# مایکل آگر
مایکل آگر (انگلیسی: Mikkel Agger؛ زادهٔ ۱ نوامبر ۱۹۹۲) بازیکن فوتبال اهل دانمارک است که برای باشگاه دسته دوم دانمارک تیستد اف‌سی بازی می‌کند.
وی همچنین در تیم‌های ملی فوتبال زیر ۱۹ سال دانمارک و زیر ۲۰ سال دانمارک بازی کرده‌است.